# Coeuve
Coeuve är en ort och kommun i distriktet Porrentruy i kantonen Jura, Schweiz. Kommunen har 721 invånare (2023).